# Clearwater (British Columbia)
Clearwater ist eine kreisfreie Gemeinde („District Municipality“) mit fast 2500 Einwohnern im Zentrum der kanadischen Provinz British Columbia. Die Gemeinde gehört zum Thompson-Nicola Regional District und liegt etwa 125 km nördlich von Kamloops bzw. 215 km südlich von Tête Jaune Cache.
Die Gemeinde liegt auf dem Interior Plateau am Zufluss des Clearwater River in den North Thompson River. Die Gemeinde liegt am westlichen Rand der Columbia Mountains. Die Berge der Umgebung erreichen eine Höhe von über 2500 m.

## Geschichte
Das Gebiet, in dem die Gemeinde liegt, ist traditionelles Siedlungs- und Jagdgebiet der First Nations, hier einer Gruppe der Secwepemc. Ungefähr zur Zeit der Ankunft der ersten weißen Fallensteller und Goldsucher wurde die bisher ansässige Gruppe der First Nations jedoch durch die Tsilhqot'in verdrängt.
Nachdem 1968 der Status einer Siedlung („Settlement“) erreicht wurde, erfolgte die Zuerkennung der kommunalen Selbstverwaltung für die Gemeinde am 4. Oktober 2007 (incorporated als District Municipality). Die Gemeinde ist damit eine der jüngsten in der Provinz.

## Demographie
Der Zensus im Jahr 2016 ergab für die Gemeinde eine Bevölkerungszahl von 2324 Einwohnern, nachdem der Zensus im Jahr 2011 für die Gemeinde noch eine Bevölkerungszahl von 2331 Einwohnern ergab. Die Bevölkerung hat dabei im Vergleich zum letzten Zensus im Jahr 2011 um 0,3 % abgenommen und sich damit deutlich entgegen dem Provinzdurchschnitt mit einer Bevölkerungszunahme in British Columbia um 5,6 % entwickelt. Im Zensuszeitraum 2006 bis 2011 hatte die Einwohnerzahl in der Gemeinde noch schwächer als die Entwicklung in der Provinz um 4,8 % zugenommen, während sie im Provinzdurchschnitt um 7,0 % zunahm.
Für den Zensus 2016 wurde für die Gemeinde ein Medianalter von 47,5 Jahren ermittelt. Das Medianalter der Provinz lag 2016 bei nur 43,0 Jahren. Das Durchschnittsalter lag bei 43,9 Jahren, bzw. bei 42,3 Jahren in der Provinz. Zum Zensus 2011 wurde für die Gemeinde noch ein Medianalter von 41,5 Jahren ermittelt. Das Medianalter der Provinz lag 2011 bei nur 45,6 Jahren.

## Verkehr
Die Gemeinde liegt am Highway 5, der hier auch Southern Yellowhead Highway genannt wird. Die Gemeinde wird weiterhin von einer Eisenbahnstrecke der Canadian National Railway durchquert. Diese Strecke wird auch von VIA Rail für ihren Fernreisezug „The Canadian“ genutzt. Der nächstgelegene Flughafen ist der Flughafen Kamloops.
Öffentlicher Personennahverkehr wird örtlich und ins nahe Umland entlang dem Highway durch das „Clearwater Regional Transit System“ angeboten, welches von BC Transit betrieben wird.

## Tourismus
Die Gemeinde ist Ausgangspunkt für den Zugang zu verschiedenen Provincial Parks in British Columbia. Am Rand der Gemeinde selber liegt der kleine North Thompson River Provincial Park, wichtiger ist jedoch der von hier aus erfolgende Zugang zum Wells Gray Provincial Park.